# 纤泳鱼龙科
纖泳魚龍科（学名：Leptonectidae）是魚龍目的一科，體型中至小型，大部分具有類似劍魚的長口鼻部。長口鼻部可能作為武器使用，或是穿越大量的魚群。